# Conrad Heinrich Schöffer
Conrad Heinrich Schöffer (* Oktober 1815 in Gelnhausen; † 13. August 1878 ebenda) war ein deutscher Kaufmann und Kaffeehändler.

## Herkunft
Die Eltern, der Küfer Johann Conrad Schöffer (1792–1840) und Susanna Schöffer geb. Hayn, die beide Metzgersfamilien entstammten, hatten im Jahr 1814 geheiratet und das Haus Langgasse 17 in Gelnhausen bezogen. Neben Conrad Heinrich hatten sie die Kinder: Luise (1817–1886), Johann Georg (1821–1872), Katharina Elisabeth (1823–1841), Justus Friedrich (* 1827), Susanna Maria (1829–1893) und Ludwig Wilhelm (1831–1904).
Heinrichs Mutter nannte als seinen Geburtstag den 3. Oktober, wogegen im Geburtsregister der 10. Oktober verzeichnet ist.
Der jüngere Bruder der Mutter, Johann Georg Hayn (1789–1874), hatte in der Frankfurter Kolonialwaren Handlung J. H. Hofmann junior in der Grünen Linde gelernt, in die Familie eingeheiratet und dafür gesorgt, dass seine Neffen dort ebenso eine Kaufmannslehre durchliefen.

## Leben
Heinrich lernte in seiner vierjährigen Lehre das Schleppen von Ballen, Fässer und Geldsäcken, die Verzollung, im dritten Jahr die Geheimnisse des Fakturenbuchs und zuletzt Korrespondenz. 
1835 wurde er von Hoffman für drei Jahre zum Handelshaus Kreglinger & Co. nach Rotterdam entsandt, wobei er neue Handelsbeziehungen auf seinen Reisen nach Polen und in die Schweiz anknüpfte. Im März 1837 heiratete er in Frankfurt am Main die zwei Jahre jüngere Dorothea Hoffmann, eine Tochter seines Lehrherrn. 
Das Paar zog nach Amsterdam, wo Schöffer am 10. April 1838 die Niederlassung Hofmann, Schöffer & Co. gründete. Später bezogen sie ein Haus an der Keizersgracht. Am  28. Januar 1839 wurde Julia (genannt Julie) geboren, am 29. März 1840 Conrad Heinrich Schöffer junior, am 11. Juni 1841 Georg Carl Valentin und am 20. November 1842 Emma Katharina Elisa. Danach erkrankte Dorothea für Monate am Typhus. 
Der Kaffeehandel, auf dessen Auktionen die Niederländische Handelsgesellschaft ein Monopol hatte, bescherte den Niederlanden lange Zeit hohe Gewinne. Nach dem Krisenjahr 1848 kam jedoch Konkurrenz in London und Hamburg auf, und Kaffee wurde an der Börse gehandelt. Im Oktober 1847 wurde Schöffer Wahlkonsul der Freien Stadt Frankfurt für Amsterdam. 
Sein ihm nacheifernder jüngerer Bruder Ludwig Wilhelm, den er kurzzeitig im Geschäft aufgenommen hatte, zog nach Reibereien 1854 weiter nach London und eröffnete 1855 in Rotterdam sein eigenes Kaffeehandelshaus (W. Schöffer & Co.).
Ab 1865 zog es Conrad Heinrich Schöffer nach Gelnhausen zurück. Die Leitung des Handelshauses überließ er seinem Sohn Carl und seinem Schwiegersohn Alexander Rehbock († 1914).
Der Familie Schöffer gehörte im Westen Gelnhausens das Flurstück „Am goldenen Fuß“. Ab 1861 kaufte Schöffer umliegende Äcker und Weinberge hinzu und baute dort zunächst ein Gärtnerhaus. Ein neu errichtetes Wohnhaus konnte die Familie 1865 beziehen. Nach dem Deutschen Krieg von 1866 forcierte Preußen den Ausbau der Eisenbahn, und Schöffer trieb die Anbindung Gelnhausens voran. 1871 gründete er den Geselligen Verein.
Als nach dem Deutsch-Französischen Krieg von 1870/1871 Frankfurter Finanziers in hoher Risikobereitschaft große Geldmittel bereitstellten, konnte er mit seinem Bruder und zwei weiteren Handelshäusern in den Niederlanden ein erstes Kaffee-Konsortium begründen, das über die Hälfte des Angebots ersteigerte. Nach einigem Unmut und einem Boykott konnte er 1873 seine Vorräte liquidieren und mit großem Gewinn wieder aussteigen. 1874 verließ er offiziell das Handelshaus Hofmann, Schöffer & Co., das ein Jahr nach dem Tod des Nachfahren Frits Carl Rehbock (1908–1944) liquidiert wurde. 
Mit seinem Schwiegersohn Konsul Carl Becker gründete er im November 1873 eine „Bewahr- und Beschäftigungsanstalt für Kinder im vorschulpflichtigen Alter“. Von 1873 bis 1878 war Conrad Heinrich Schöffer als Abgeordneter des Bezirks Kassel 3 (Schlüchtern, Gelnhausen mit dem Amt Orb) Mitglied im preußischen Abgeordnetenhaus. Als Landtagsabgeordneter für die Nationalliberale Partei vertrat er eine bürgerlich-wirtschaftsorientierte und nationale Politik. In Berlin engagierte er sich für die Renovierung der St.-Catharinen-Kirche. Von einer schweren Erkältung, zugezogen bei Überwachung der Bauarbeiten im Winter 1877/1778, erholte er sich nicht mehr. Die feierliche Einweihung der renovierten Kirche am 29. August 1878 erlebte Schöffer nicht mehr. 
Dorothea Schöffer hatte sich möglicherweise angesteckt, erkrankte im folgenden Frühjahr an Tuberkulose und Lungenentzündung, erholte sich aber wieder und lebte bis zum 4. Januar 1893.

## Familie
Schöffer heiratete im März 1837 in Frankfurt am Main Dorothea Hoffmann (1818–1893). Das Paar hatte mehrere Kinder:
- Julia (Julie) (* 28. Januar 1839; † 1917) ⚭ Carl Becker (1821–1897), Bankier und Konsul, Eltern des Ministers Carl Heinrich Becker
- Conrad Heinrich Schöffer junior (* 29. März 1840)
- Georg Carl Valentin Schöffer (* 11. Juni 1841)
- Emma Katharina Elisa (* 20. November 1842; † 1930) ⚭ Alexander Rehbock (1829–1914), Eltern von Theodor Rehbock